# Socialismo bolivariano
Socialismo bolivariano é uma expressão utilizada pelos impulsionadores do nascente Partido Socialista Unido da Venezuela.
É uma expressão utilizada pelo ex-presidente da Venezuela, Hugo Chávez, e pelo atual, Nicolás Maduro, para designar sua visão de socialismo que se diferencia pela sua característica de se basear nos trabalhadores e não numa classe operária. 
Hugo Chávez declarou o que o marxismo-leninismo é um dogma e não assumiria suas bandeiras.. Mesmo com essa declaração em uma de suas reuniões populares exibida na rede de televisão estatal VTV (Venezuela Televisíon), o Partido Comunista da Venezuela mantém desde o início da revolução bolivariana quando começou com a eleição presidencial democrática de Hugo Chávez coligado com o antigo Movimento V República, sendo que este se fundiu com o Partido Socialista Unido da Venezuela em formação. Hugo Chávez começou sua escola de pensamento político e socialista denominado de chavismo. O Socialismo Bolivariano se declara defensor das causas democráticas e socialistas bem como se declara progressista.